# Ardi

Mapa dos locais onde se encontraram os hominídeos mais antigos

Ardi é o nome ou alcunha, em forma de diminutivo, de um fóssil fêmea de Ardipithecus ramidus, encontrado na Etiópia em 1992. Foi anunciada a confirmação de sua autenticidade histórica em uma edição de 11 artigos da revista Nature, no dia 1 de outubro de 2009.

## Achado
O fóssil foi analisado principalmente por uma equipe do Centro de Evolução Humana da Universidade da Califórnia, durante mais de uma década. A sua datação, estimada em 4,4 milhões de anos de idade, coloca-o como o mais antigo hominídeo, superando a fêmea Australopithecus Lucy.
A origem de seu nome deriva de duas palavras da língua afar, sendo Ardi o equivalente para "Chão de terra", e Ramidus de Ramid, "Raiz" ou "Origem". A palavra pithecus é grega, traduzindo-se "macaco". Assim, Ardipithecus ramidus significa "Raiz dos macacos terrestres".

### Descoberta

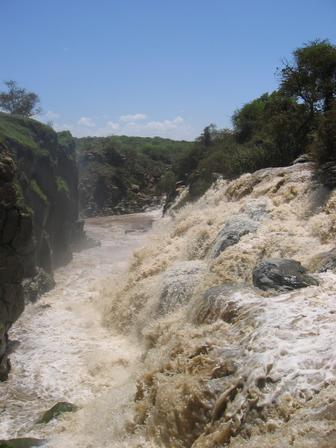
Awash, rio etíope onde transcorre por um vale, local onde se encontrou os mais importantes hominídios. Fonte de inspiração para o nome do Projeto Médio Awash.

O esqueleto, descoberto em 1992, demorou três anos para ser escavado pela equipe do Projeto Médio Awash, em Aramis, na Fenda de Afar, Etiópia. Sua reconstrução foi realizada por dezenas de cientistas de todo o mundo, sendo que atualmente a liderança dos estudos está em mãos de Tim White, membro da equipe original que analisou e batizou Lucy. Ele trabalha com Paleontologia e Arqueologia Paleolítica na África desde 1974, sendo professor de biologia da Universidade da Califórnia em Berkley e codiretor do projeto que atuou na retirada do achado.

## Estrutura
Com 1,2 metros e 55 quilos, a espécime extinta foi uma fêmea, da qual se preservaram 125 peças do esqueleto, com partes importantes como a cabeça, as mãos e os pés em ótimo estado. Ela possuía capacidade de andar de forma ereta, além de poder subir em árvores. Porém, por causa da falta da estrutura em arco em seus pés, ela não poderia percorrer distâncias muito longas.  O quadril de Ardi foi projetado para evoluir em direção a uma marcha ereta sem perder nenhuma proeza de arvorismo. Ardi caminhava por volta de 4,4 milhões de anos atrás

## Importância do fóssil
Ele poderá representar um ramo mais próximo do ancestral comum entre seres humanos e chimpanzés, que se separaram há 7 milhões de anos. Apesar desta proximidade com o ancestral comum, Tim White afirma que o fóssil não é tão parecido aos chimpanzés como era esperado. O fato de aparentemente Ardi se deslocar de pé, e não apoiada nos nós dos dedos, fazem-na mais similar aos humanos, enquanto a presença de um polegar opositor nos pés, por exemplo, mostra as suas semelhanças com gorilas e chimpanzés.